# Mento
Il mento è la parte inferiore del volto, che si trova al di sotto del labbro inferiore e corrispondente alla parte mediana della mandibola.
Ancora non è chiaro quale sia l'utilità del mento che non è presente nelle altre specie animali e nemmeno nelle prime forme di uomini preistorici.
L'irrazionale paura verso i menti è definita "geniofobia".

## Mento prominente
Quando il mento è sporgente verso l'esterno, si parla di prognatismo mandibolare.

## Fossetta del doppio mento

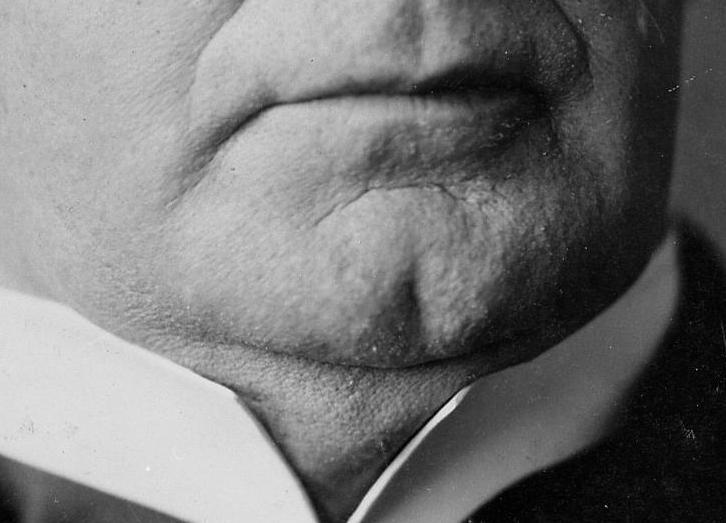
Esempio di fossetta del doppio mento (William McKinley)

Per "fossetta del doppio mento" si intende una concavità sulla parte inferiore del mento derivante dalla particolare conformazione ossea sottostante che causa l'illusione ottica che il soggetto abbia due menti. La fessura del mento segue quella nell'osso basso della mandibola, risultato della fusione incompleta della metà destra e sinistra dell'osso o del muscolo durante lo sviluppo embrionale e fetale. In altri individui essa può svilupparsi nel tempo, spesso perché una metà della mandibola è più lunga dell'altra, a causa dell'asimmetria facciale.
Questo era ritenuto un tratto mendeliano degli esseri umani, dove la dominanza di un gene causa una fessura dei due menti, mentre il genotipo recessivo si presenta senza alcuna fessura. Ad ogni modo, questo tratto è anche un esempio classico di variabile di penetranza. Con fattori ambientali o per epistasi è possibile che l'espressione fenotipica del genotipo attuale sia interessata.

## Doppio mento

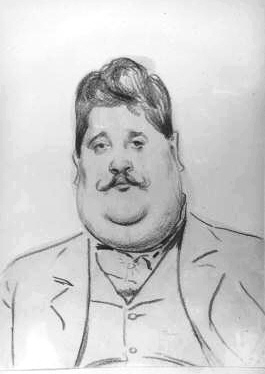
Ritratto di Joseph Urban in cui viene raffigurato con un accentuato doppio mento

Il doppio mento, o pappagorgia, è un rigonfiamento sottostante alla mandibola, dovuto a un accumulo di grasso sottocutaneo. Spesso è un problema non solo delle persone anziane o in sovrappeso, e a volte va ben oltre il fatto estetico, essendo anche un ostacolo alla respirazione.